# 赖莎·奥法里尔
赖莎·奥法里尔（西班牙語：Raisa O'Farrill，1972年4月17日—2023年5月30日），古巴前女子排球运动员。她曾代表古巴国家队参加1992年和1996年夏季奥林匹克运动会排球比赛，两届比赛均获得金牌。